# 1-Naftol
1-Naftol är ett vitt, bladigt kristallinskt ämne. Det är nästan olösligt i vatten, och lättlösligt i eter, kloroform och alkohol. Ämnet är en isomer av 2-naftol med skillnad i hydroxylgruppens placering på naftalen.

## Framställning
1-Naftol kan framställas genom sammansmältning av 1-naftylsulfosyra med natriumhydroxid.

## Användning
1-Naftol används för tillverkning av en del olika azofärgämnen. Omvandlad till sulfosyra ger 1-naftol viktiga föreningar, som ger utgångsmaterial vid tillverkning av färgämnena matiusgult och naftolgult.
1-Naftol upplöst i etanol är känd som Molish reagens och används som reagens för att påvisa närvaro av kolhydrater.